# Jerker Leijon
Jerker Karl-Axel Leijon, född 20 april 1956 i Tråvad, Skaraborgs län, död 25 november 2009 i Onsala, Hallands län, var en svensk tonsättare och kyrkomusiker. 

## Biografi
Leijon skrev många tonsättningar, framförallt för kör, som bland annat givits ut på Wessmans musikförlag och Gehrmans musikförlag. Bland övriga kompositioner märks Bön för orgel.
Leijon var särskilt bekant för sitt arbete med nybörjarkörer. Han startade 1988 med "Kör-för-alla-rörelsen", där stora framträdanden i Göteborgs konserthus blev verklighet för ett stort antal amatörsångare i Västsverige. Han skrev metodikboken Kör för alla för körledare när han tröttnat på att höra personer säga: ”Jag kan inte sjunga.”

## Kompositioner

### Kör
- Aftonbön
- Bana väg för herren
- Det helga bröd
- Dig, Herre, ber jag tyst till nu
- Du som är kärleken
- Då tror jag på dig (arr)
- En aning av evighet
- En bön
- Gud bor i markens vilja
- Hans namn skall ge folken hopp
- Herre hör min bön (arr)
- Herre, hjälp mig nu idag (Atle Burman)
- Herren lever! Han är här
- Hosianna
- Hör Herre vår lovsång (arr)
- I Betlehem
- I dig min fader
- Jag dröjer på herdarnas äng
- Jag är världens ljus
- Jesu sju ord på korset
- Kom gryende dag
- Kom in i min famn
- Kom och se
- Kyrie ur Missa för diskantkör
- Kärlekens väg
- Längtan
- Magnificat
- Min själ blir så stilla (arr)
- Missa
- Se dagen
- Se jag skall själv
- Själens helgedom
- Skynda er
- Slutkanon ur Vi tror
- Som ett rosenfång
- Spela mig herre
- Symeons lovsång/Nunc Dimittis
- Så går min korta dag
- Sång till ljuset
- Te Deum
- Två julsånger
- Två små julvisor
  - Så alldeles stilla
  - Marias hjärtesak
- Två sånger
  - Så barnsligt vill jag be ibland
  - Vi tror på Gud
- Vem väljer köld och ensamhet
- Vi bor vid livets strand
- Visa till morgonen
- Visst ber jag ibland/Maria, jungfru Maria
- Vår lovsång gäller en konung
- Nya evangeliespråk 1 
  - Vetekornets lag
  - Den som bevarar mitt ord
- Alla människor är födda fria
- Att vara Maria
- Birgittaperspektiv (2 gudstjänstordningar)
- Fyra sånger av olika slag
- Gläd dig och jubla
- Hjalmar Gullberg-svit
- Ingen bär någon plåga
- Jag ville ropa
- Kör för alla - Metod- och idébok
- Kör för alla - Repertoarbok
- Lovsång
- Maria bär ljuset
- Maria gick så glad
- Med mitt öga se
- Ros med dagg av idel godhet
- Så genomskinligt
- Träd in i hjärtats rum
- Under valv av bedjande händer
- Visa mig vägen
- Fem små sånger
- Gryningsljuset
- Ett bad som renar
- Kom herre och var med!
- Befriaren kommer
- För dem som vandrar i mörker
- Du kom en dag
- Allt är jubel och sång

#### Kantater
- Bergspredikan
- För kärlekens skull (Atle Burman)
- Kärlekens källa (Erland Svenungsson)

#### Mässor
- Toner från en källa
- Vi tror

#### A cappella
- Fyra latinska sentenser 
  - Si vis amare, ama!
  - Ille dolet vere
  - Amabit sapiens
  - Pax optima rerum
- För all sorg på jorden (Zacharias Topelius)
- I mitt hjärta (Atle Burman)

### Barnkör
- Regnbågens folk (Anita Bohl) 
  - Aftonbön
  - Allf vad vi vill
  - Att förlåta
  - Det första ljuset
  - En afton vid Gennesaret
  - En liten lucia
  - En plats för mig
  - En stund av stillhet
  - En sådan far
  - En verklig vän
  - Fem kornbröd
  - Fjärilspromenad
  - Fyra vänner
  - Glädjebud
  - Har någon sett vinden
  - Hemma
  - Herdarnas sång
  - Herden
  - Himmelriket på jorden
  - Innan vi ber
  - I stallet
  - Kunde jag måla himlen
  - Kungagåvor
  - Källan
  - Marias hemlighet
  - Marias vaggsång
  - Mitt hjärta vet
  - Mästaren lever
  - När vindarna dansar
  - På väg till Jerusalem
  - Sackaios
  - Sjung Halleluja
  - Snart är det dags
  - Sommar, sommar
  - Stjärnan
  - Symeon
  - Tack Gud
  - Till Betlehem
  - Två systrar
  - Vackrast är den blå
  - Vetekornet
  - Vid brunnen
  - Vilken morgon
  - Vinden blåser
  - Vi är regnbågens folk
  - Vårens första lärka
  - Världen är full av syskon
  - Åsnefålen
  - Änglarna och vi
  - Änglavingar

- En sång till livet (50 sånger för barnkör)
- Till Betlehem (Julspel för barnkör)
- Allt vad vi vill
- Det fina i kråksången (9 sånger)
- Salta biten (9 sånger) 
  - Herrn och frun
  - Fågel i bur
  - Hoppets sång
  - Gråt inte för att jag är död
  - Året runt
  - Jag drömde om en fågel
  - Kvistfritt kvastskaft
  - Salta biten
  - Mina vänner
- Mitt äppelträd (3 sånger) 
  - Minsta lilla kryp och blad
  - Mitt äppelträd
  - Gud är med oss

#### Musikaler
- Vägen hem
- Hemligheten
- Ett trollbröllop (Eva Johansson)

### Solosånger
- Cantilena
- Det är något som
- Jag tror på en kärlek 
  - Jag tror på en kärlek
  - Vinterpsalm
  - Säg mig Maria
  - Adventsvisa
  - Godnatt min kära
- Visa till morgonen
- Himlastegen
- Av ljus är du kommen (5 sånger)
- Hjärtats sång
- Det finns ett namn

### Orgel
- Bön
- Festmusik
- I dina händer
- In Memoriam
- Tre små orgelstycken (1999)
  - Sortie
  - Kyrie Eleison
  - Till Minne
- Tröstevisa

### Piano
- Poco Piano (Åtta små pianostycken)